# نیروگاه سیکل ترکیبی شریعتی
نیروگاه سیکل ترکیبی شریعتی (در ۱۵ کیلومتری حرم امام رضا در مشهد و در کیلومتر ۱۰ جاده آسیایی مشهد - سرخس)، یکی از نیروگاه‌های ایران از نوع سیکل ترکیبی با ظرفیت تولید ۵۰۰ مگاوات در زمینی به مساحت ۵۰ هکتار است.
نیروگاه شریعتی شامل ۶ واحد توربین گازی هر یک به قدرت ۲۵ مگاوات ساخت شرکت هیتاچی، یک واحد بخار ۱۰۰ مگاواتی ساخت شرکت زیمنس آلمان و یک واحد سیکل ترکیبی شامل دو توربین گازی هر یک به قدرت ۱۲۳٫۴ مگاوات است.
این نیروگاه از نوع سیکل ترکیبی می‌باشد که توسط پست برق ۱۳۲ کیلوولتی شریعتی که در مجاورت آن قرار دارد به شبکه متصل است. همچنین، آب مورد نیاز نیروگاه نیز توسط دو حلقه چاه عمیق تأمین می‌شود.